# Patay
Patay – miejscowość i gmina we Francji, w Regionie Centralnym, w departamencie Loiret.
Według danych na rok 1990 gminę zamieszkiwały 1932 osoby, a gęstość zaludnienia wynosiła 140 osób/km² (wśród 1842 gmin Centre, Patay plasuje się na 199. miejscu pod względem liczby ludności, natomiast pod względem powierzchni na miejscu 950.).
W roku 1429 Joanna d’Arc rozgromiła w pobliżu tej miejscowości armię angielską.